# Cantone di Saint-Symphorien-d'Ozon
Il cantone di Saint-Symphorien-d'Ozon è una divisione amministrativa, situato nel dipartimento del Rodano dell'arrondissement di Villefranche-sur-Saône.
A seguito della riforma approvata con decreto del 27 febbraio 2014, che ha avuto attuazione dopo le elezioni dipartimentali del 2015, è passato da 10 a 12 comuni.

## Composizione
I 10 comuni facenti parte prima della riforma del 2014 erano:
- Chaponnay
- Communay
- Marennes
- Mions
- Saint-Pierre-de-Chandieu
- Saint-Symphorien-d'Ozon
- Sérézin-du-Rhône
- Simandres
- Ternay
- Toussieu

Dal 2015 i comuni appartenenti al cantone sono i seguenti 12:
- Chaponnay
- Chassagny
- Communay
- Marennes
- Millery
- Montagny
- Orliénas
- Saint-Symphorien-d'Ozon
- Sérézin-du-Rhône
- Simandres
- Taluyers
- Ternay